# Gorsko bojevanje
Gorsko bojevanje je geografsko pogojeno bojevanje, ki se odvija v gorovju. Izvajajo ga posebej izurjene gorske enote.
Med enimi najbolj znanimi primeri gorskega bojevanje je bila soška fronta med prvo svetovno vojno.